# NXT North American Championship
Die NXT North American Championship (zu deutsch NXT Nordamerikanische Meisterschaft) ist ein Wrestling-Titel der US-amerikanischen Promotion World Wrestling Entertainment (WWE) der an männliche Wrestler des NXT-Rosters vergeben wird. Der aktuelle Titelträger in seiner ersten Regentschaft ist Ethan Page.
Die Meisterschaft wurde während der Aufzeichnungen von NXT am 7. März 2018 (ausgestrahlt am 28. März) eingeführt und der erste Titelträger war Adam Cole. Der Titel unterscheidet sich von der WWF North American Heavyweight Championship, da er nicht die Abstammung des früheren Titels trägt, der von 1979 bis 1981 in der World Wrestling Federation (WWF) verteidigt wurde. Im Januar 2022 wurde die North American Championship mit der NXT Cruiserweight Championship vereinigt. Der Cruiserweight-Titel wurde eingestellt und der North-American-Titel bestand fort.

## Geschichte

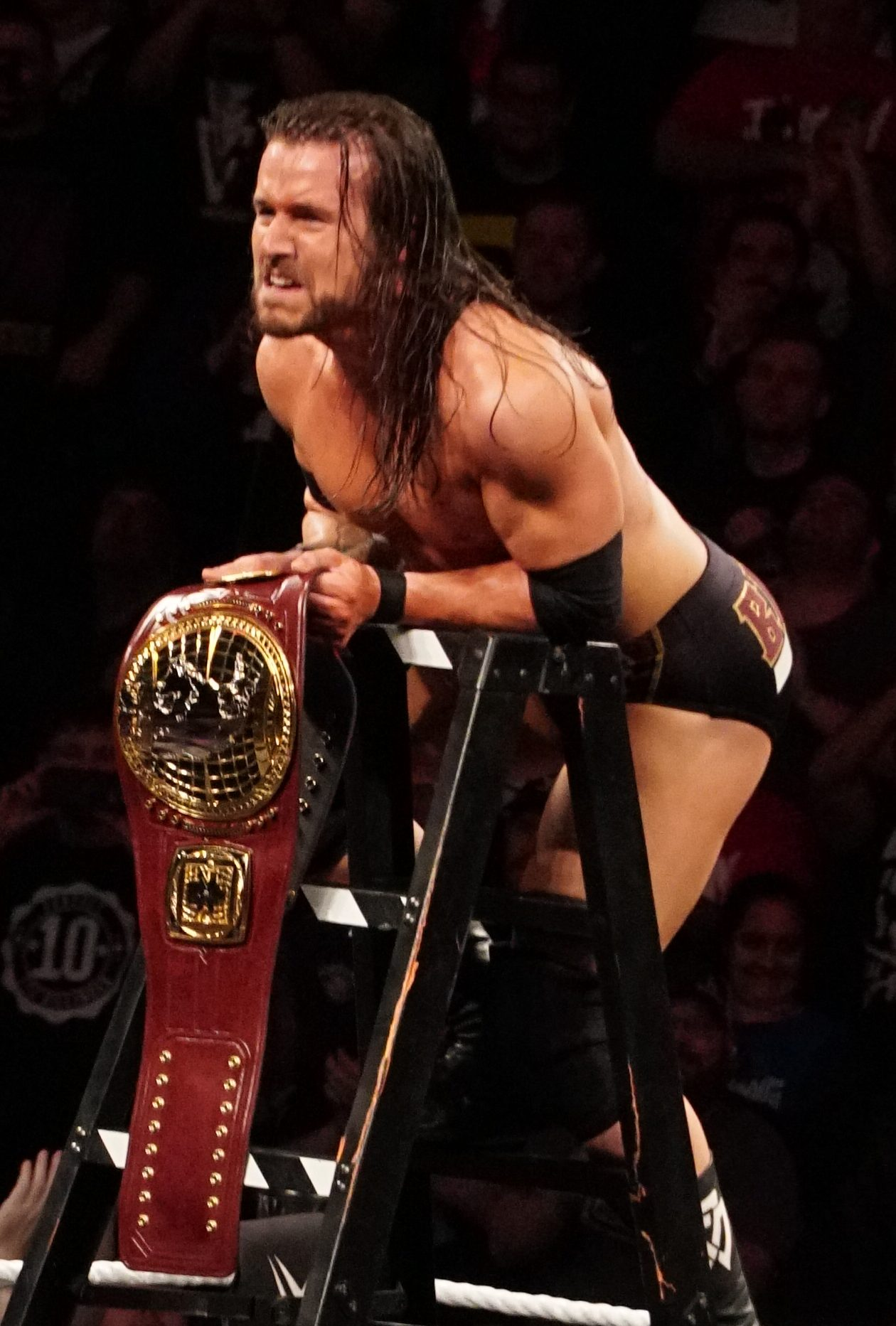
Der erste Titelträger Adam Cole

Bei der NXT-Aufzeichnung am 7. März 2018, die am 28. März öffentlich ausgestrahlt wurde, gab NXT-General Manager William Regal die Einführung der NXT North American Championship bekannt.
Das Design des Gürtels wurde am 3. April 2018 von WWE Chief Operating Officer Triple H enthüllt. Auf der abgerundete Mittelplatte ist ein Globus abgebildet und dieser zeigt nur den Kontinent Nordamerika. Der Gürtel ist in einer Dunkelroten Farbe gehalten. Über dem Globus ist der Banner North American mit dem NXT-Logo abgebildet. Auf dem untere Banner, am unteren Rand des Globus, ist Champion abgebildet. Die beiden Seitenplatten sind ein Merkmal aller WWE-Titelgürtel und verfügen über einen abnehmbaren Mittelteil, der mit den Logos des Champions angepasst werden kann.
Der erste Titelträger wurde am 7. April 2018 bei TakeOver: New Orleans in einem 6 Way Ladder-Match ermittelt. Bei der besagten Veranstaltung gewann Adam Cole das 6 Way Ladder-Match gegen EC3, Ricochet, Lars Sullivan, Velveteen Dream und Killian Dain und krönte sich mit diesem Sieg zum ersten NXT North American Champion. Der Titel wurde am 4. Januar 2022 mit der NXT Cruiserweight Championship vereinigt.

## Regentschaften
Es gab 26 Regentschaften zwischen 22 Champions und zwei Vakanzen. Der erste Champion war Adam Cole. Die erste Regentschaft von Oba Femi ist mit 272 Tagen die längste. Johnny Gargano hat mit drei die meisten Regentschaften. Die kürzeste Regentschaft hatte mit drei Tagen Trick Williams. Velveteen Dream ist der jüngste Champion und gewann den Titel im Alter von 23 Jahren, während Damian Priest der älteste Titelträger ist und den Titel mit 37 Jahren gewann.
Ethan Page ist in seiner ersten Regentschaft der aktuelle Titelträger. Er besiegte Ricky Saints bei NXT vom 27. Mai 2025 in Orlando, Florida.

### Liste der Titelträger
| #  | Titelträger         | Nr. | Tage | Datum              | Ort                      | Veranstaltung              | Anmerkung |
| -- | ------------------- | --- | ---- | ------------------ | ------------------------ | -------------------------- | --- |
| 1  | Adam Cole           | 1   | 133  | 7. April 2018      | New Orleans, Louisiana   | TakeOver: New Orleans      | Gewann ein 6 Way Ladder-Match, an dem auch EC3, Ricochet, Lars Sullivan, Velveteen Dream und Killian Dain beteiligt waren.                                                   |
| 2  | Ricochet            | 1   | 161  | 18. August 2018    | Brooklyn, New York       | TakeOver: Brooklyn 4       | |
| 3  | Johnny Gargano      | 1   | 4    | 26. Januar 2019    | Phoenix, Arizona         | TakeOver: Phoenix          | |
| 4  | The Velveteen Dream | 1   | 231  | 30. Januar 2019    | Winter Park, Florida     | NXT                        | Die Sendung wurde am 20. Februar 2019 ausgestrahlt. |
| 5  | Roderick Strong     | 1   | 126  | 18. September 2019 | Winter Park, Florida     | NXT                        | |
| 6  | Keith Lee           | 1   | 175  | 22. Januar 2020    | Winter Park, Florida     | NXT                        | |
| —  | Titel vakant        | —   | 31   | 15. Juli 2020      | Winter Park, Florida     | NXT                        | Lee gab den Titel zwei Wochen nach dem Gewinn der NXT Championship freiwillig ab, um sich auf die Verteidigung des NXT-Titels zu fokussieren. Ausgestrahlt am 22. Juli 2020. |
| 7  | Damian Priest       | 1   | 67   | 22. August 2020    | Winter Park, Florida     | TakeOver: XXX              | Dies war ein Fatal Five Way Ladder Match, um den vakanten Titel. An diesem Match waren auch Bronson Reed, Cameron Grimes, Johnny Gargano und Velveteen Dream beteiligt.      |
| 8  | Johnny Gargano      | 2   | 14   | 28. Oktober 2020   | Orlando, Florida         | NXT                        | Dies war ein Devil’s Playground Match. |
| 9  | Leon Ruff           | 1   | 25   | 11. November 2020  | Orlando, Florida         | NXT                        | |
| 10 | Johnny Gargano      | 3   | 163  | 6. Dezember 2020   | Orlando, Florida         | NXT TakeOver: WarGames IV  | Dies war ein Triple-Threat-Match an dem auch Damian Priest beteiligt war. |
| 11 | Bronson Reed        | 1   | 42   | 18. Mai 2021       | Orlando, Florida         | NXT                        | Dies war ein Steel-Cage-Match. |
| 12 | Isaiah Scott        | 1   | 105  | 29. Juni 2021      | Orlando, Florida         | NXT                        | |
| 13 | Carmelo Hayes       | 1   | 171  | 12. Oktober 2021   | Orlando, Florida         | NXT                        | Am 4. Januar 2022 gewann er ein Match gegen Roderick Strong und vereinigte seinen Titel mit der NXT Cruiserweight Championship.                                              |
| 14 | Cameron Grimes      | 1   | 63   | 2. April 2022      | Dallas, Texas            | NXT Stand & Deliver (2022) | Dies war ein Fatal Five Way Ladder Match, an dem auch Sántos Escobár, Grayson Waller sowie Solo Sikoa beteiligt waren.                                                       |
| 15 | Carmelo Hayes       | 2   | 101  | 4. Juni 2022       | Orlando, Florida         | NXT In Your House          | |
| 16 | Solo Sikoa          | 1   | 6    | 13. September 2022 | Orlando, Florida         | NXT                        | |
| —  | Titel vakant        | —   | 38   | 20. September 2022 | Orlando, Florida         | NXT                        | Der Titel wurde von Shawn Michaels für vakant erklärt, da Sikoa ursprünglich nicht an dem Match teilnehmen sollte, in dem er den Titel gewann.                               |
| 17 | Wes Lee             | 1   | 269  | 22. Oktober 2022   | Orlando, Florida         | NXT Halloween Havoc (2022) | Dies war ein Five-Way-Ladder-Match, an dem auch Oro Mensah, Carmelo Hayes, Nathan Frazer und Von Wagner beteiligt waren.                                                     |
| 18 | Dominik Mysterio    | 1   | 73   | 18. Juli 2023      | Orlando, Florida         | NXT                        | |
| 19 | Trick Williams      | 1   | 3    | 30. September 2023 | Bakersfield, Kalifornien | NXT                        | |
| 20 | Dominik Mysterio    | 2   | 66   | 3. Oktober 2023    | Orlando, Florida         | NXT                        | |
| 21 | Dragon Lee          | 1   | 31   | 9. Dezember 2023   | Bridgeport, Connecticut  | NXT Deadline               | |
| 22 | Oba Femi            | 1   | 272  | 9. Januar 2024     | Orlando, Florida         | NXT                        | Femi löste seinen NXT Breakout Vertrag gegen Dragon Lee ein, wo er schließlich den Titel gewann.                                                                             |
| 23 | Tony D'Angelo       | 1   | 147  | 8. Oktober 2024    | St. Louis, Missouri      | NXT                        | |
| 24 | Shawn Spears        | 1   | 27   | 4. März 2025       | Orlando, Florida         | NXT                        | |
| 25 | Ricky Saints        | 1   | 55   | 1. April 2025      | Orlando, Florida         | NXT                        | |
| 26 | Ethan Page          | 1   | 8+   | 27. Mai 2025       | Orlando, Florida         | NXT                        | |

## Regentschaften – absolut
| #  | Titelträger      | Nr. | Tage |
| -- | ---------------- | --- | ---- |
| 1  | Carmelo Hayes    | 2   | 272  |
| 1  | Oba Femi         | 1   | 272  |
| 3  | Wes Lee          | 1   | 269  |
| 4  | Velveteen Dream  | 1   | 231  |
| 5  | Johnny Gargano   | 3   | 181  |
| 6  | Keith Lee        | 1   | 175  |
| 7  | Ricochet         | 1   | 161  |
| 8  | Tony D'Angelo    | 1   | 147  |
| 9  | Dominik Mysterio | 2   | 139  |
| 10 | Adam Cole        | 1   | 133  |
| 11 | Roderick Strong  | 1   | 126  |
| 12 | Isaiah Scott     | 1   | 105  |
| 13 | Damian Priest    | 1   | 67   |
| 14 | Cameron Grimes   | 1   | 63   |
| 15 | Ricky Saints     | 1   | 55   |
| 16 | Bronson Reed     | 1   | 42   |
| 17 | Dragon Lee       | 1   | 31   |
| 18 | Shawn Spears     | 1   | 27   |
| 19 | Leon Ruff        | 1   | 25   |
| 20 | Ethan Page       | 1   | 8+   |
| 21 | Solo Sikoa       | 1   | 7    |
| 22 | Trick Williams   | 1   | 3    |